# 全反射

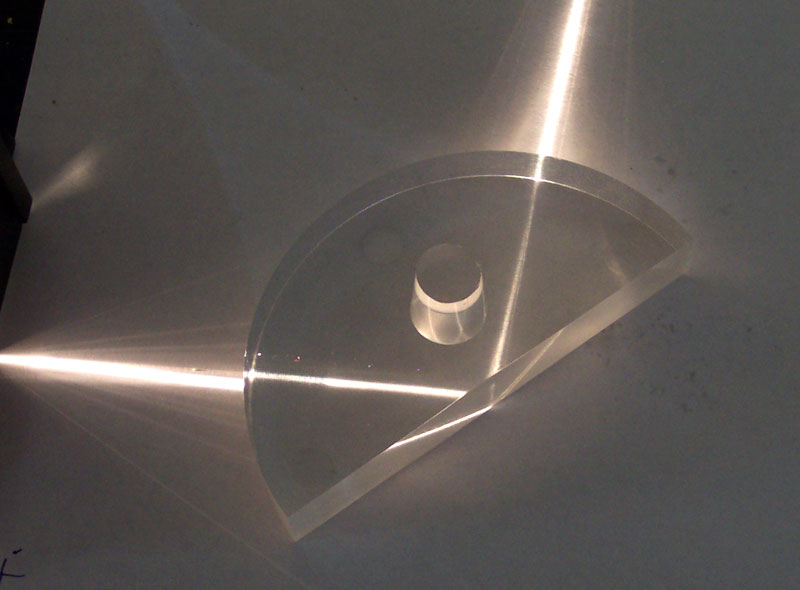
全反射

全反射（ぜんはんしゃ、英語: total reflection）は、物理学（光学）でいう反射の一例である。屈折率が大きい媒質から小さい媒質に光が入るときに、入射光が境界面を透過せず、すべて反射する現象を指す。ただし、エバネッセント光は低屈折率の媒質に浸透するが、1波長程度の距離で指数関数的に減少するため肉眼では確認できない。
入射角がある一定の角度以上の場合、境界面を透過することができず、全反射がおこる。この角度のことを臨界角という。

## 数式
臨界角{\displaystyle \theta _{m}}はスネルの法則を用いて次のように表される。
{\displaystyle \sin \theta _{m}={\frac {n_{A}}{n_{B}}}}
ここで{\displaystyle n_{A}}、{\displaystyle n_{B}}は媒質A、媒質Bの絶対屈折率であり、{\displaystyle n_{B}>n_{A}}を満たし、光は媒質Bから媒質Aへ向かうものとする。

## 応用例
光ファイバー
全反射により情報を伝達する。
双眼鏡
プリズムで全反射を利用し、レンズによって反転した像を元に戻す。
胃カメラ
全反射により像を伝える。